# Courbure cervicale
La courbure cervicale est une inflexion du cerveau qui apparaît pendant le développement de l'embryon humain. Pendant la cinquième semaine et jusqu'à la huitième semaine, cette inflexion ventrale se dessine entre le mésencéphale et la moelle épinière. La courbure cervicale est l'une des trois courbures à apparaître pendant la période de la quatrième à la huitième semaine, les deux autres étant les courbures céphalique et pontine.